# Лес Козак
Лес Козак (англ. Les Kozak; нар. 28 жовтня 1940, Дофін) — канадський хокеїст, що грав на позиції крайнього нападника.

## Ігрова кар'єр а
Професійну хокейну кар'єру розпочав 1961 року.
Усю професійну клубну ігрову кар'єру, що тривала 2 роки, провів, захищаючи кольори команди «Рочестер Американс» і «Торонто Мейпл-Ліфс».